# NGC 699
NGC 699 est une galaxie spirale vue par la tranche et située dans la constellation de la Baleine. NGC 699 a été découverte par l'astronome américain Frank Müller en 1886.

## Caractéristiques
Sa vitesse par rapport au fond diffus cosmologique est de 5 327 ± 19 km/s, ce qui correspond à une distance de Hubble de 77,3 ± 5,4 Mpc (∼252 millions d'al).
À ce jour, 11 mesures non basées sur le décalage vers le rouge (redshift) donnent une distance de 75,382 ± 8,785 Mpc (∼246 millions d'al), ce qui est à l'intérieur des valeurs de la distance de Hubble.
La classe de luminosité de NGC 699 est II-III et elle présente une large raie HI. Elle renferme également des régions d'hydrogène ionisé.